# 普尔皮
普尔皮，是西班牙安达卢西亚自治区阿尔梅里亚省的一个市镇。 总面积95km2, 总人口6908人（2001年），人口密度73人/km2。